# 리치먼드-브리그하우스역

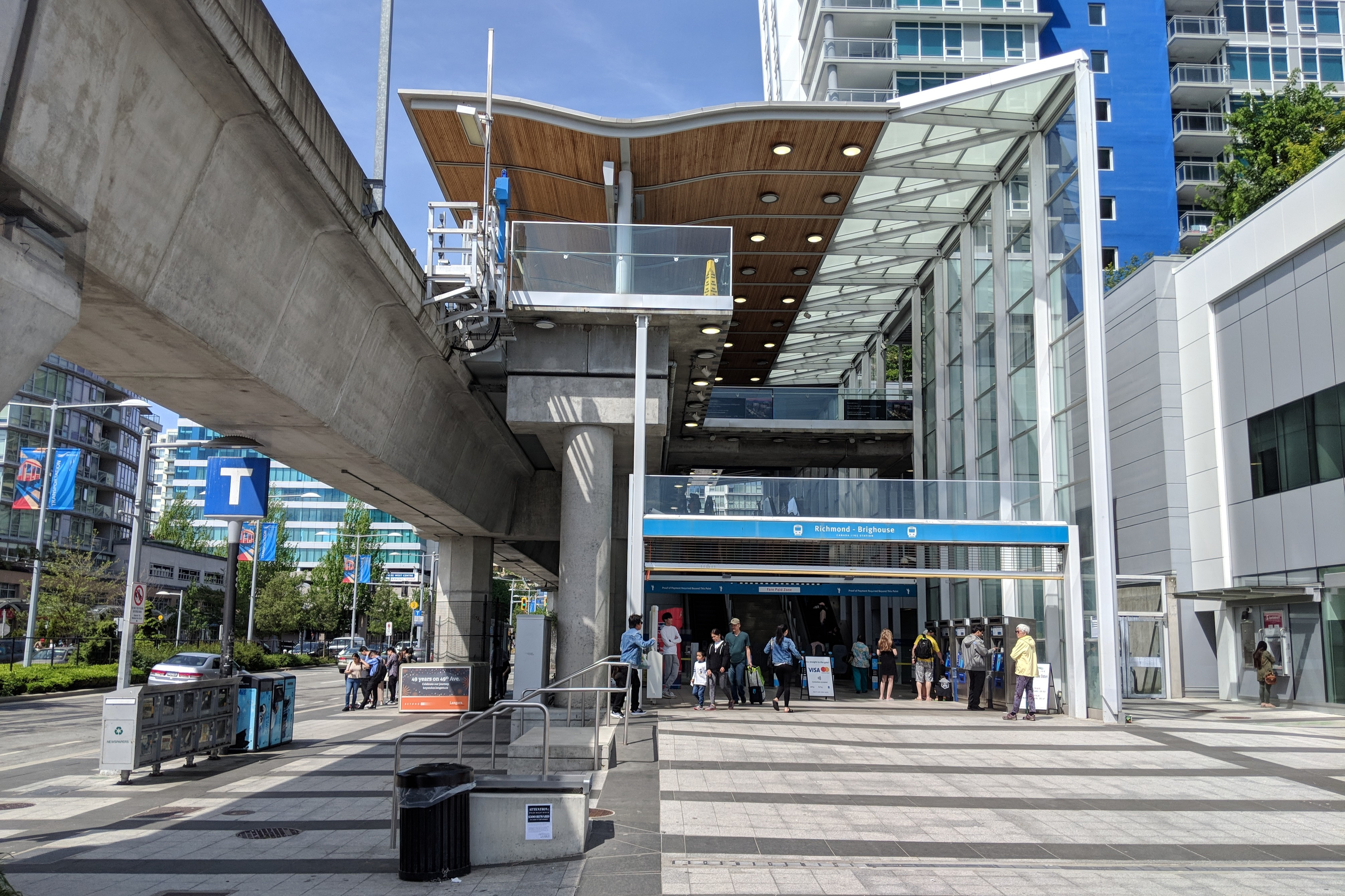
역출구

리치먼드-브리그하우스(Richmond–Brighouse) 역은 메트로 밴쿠버의 스카이트레인 (밴쿠버)스카이트레인 캐나다 선의 고가역이다. 캐나다 브리티시컬럼비아주 리치먼드의 브리그하우스 지역에 위치한 이 역은 캐나다 선의 외행 종착역 중 하나이며, 다른 역은 YVR-공항역이다. YVR-공항역과 마찬가지로 리치먼드-브리그하우스 역도 1면 1선의 단선을 가졌다.
이 역은 리치먼드의 상업 중심지 내에 위치하며, 리치먼드 센터 쇼핑몰과 리치먼드 시청과 가깝다. 역은 리치먼드 공공시장, 리치먼드 병원, 미노루 시민단지 등 편의시설과 인근 사무실, 상업, 주거용 건물에서 도보거리에 있다.

## 역사
리치먼드-브리그하우스 역은 2009년 나머지 캐나다 라인과 함께 개통되었으며 건축 회사인 VIA Architecture에서 설계하였다. 역 바로 남쪽의 버스 루프 신설공사는 2019년 11월에 시작되어 2020년 봄 완공되었다.

## 역명
리치먼드 시의회는 "브리그하우스(Brighouse)"라는 이름을 역명으로 사용할 것을 제안했는데, 브리그하우스는 주변 지역의 역사적인 이름으로 이 지역의 유산을 반영하고 있기 때문이다. 이 지역은 밴쿠버의 "세 개의 그린호른(The Three Greenhorns)" 중 하나였던, 초기 정착자인 새뮤얼 브리그하우스(Samuel Brighouse)의 이름을 따서 지어졌다. 1920년부터 1941년까지 이 지역은 브리그하우스 경마장으로 알려진 경마장의 위치였다.

## 역 정보

### 역 구조
| T | 상대식 승강장, 오른쪽 문이 열림 | 상대식 승강장, 오른쪽 문이 열림          |
| T | 1번 승강장                      | ← ■ 캐나다 선 워터프런트 방면 (랜스다운) |
| C | 대합실                          | 개집표기, 승차권 자동 판매기             |
| S | 거리층                          | 출구                                     |

### 출구
리치먼드-브리그하우스 역은 역사 남쪽 끝에 위치하여 하나의 출구로 운영한다.

### 연결 교통
거리상의 턴어라운드(turn-around)는 이 지역에 운행하는 많은 버스 노선의 종착역 역할을 하며, 캐나다 선으로의 편리한 환승이 가능하다. 이 루프는 과거 리치먼드 센터(Richmond Centre)에서 있던 루프를 대체했다.
bay당 할당된 버스 노선은 아래와 같다.:
| Bay | 노선                                        | 비고                                          |
| --- | ------------------------------------------- | --------------------------------------------- |
| 1   | 416 East Cambie(이스트 캠비)                | 혼잡 시간대 전용                              |
| 1   | 430 Metrotown Station(메트로타운 역)        | 급행                                          |
| 3   | 401 One Road(원 로드)                       |                                               |
| 3   | 407 Gilbert(길버트)                         |                                               |
| 3   | N10 Downtown(다운타운)                      | 심야버스운행                                  |
| 4   | 403 Bridgeport Station(브리지포드 역)       |                                               |
| 4   | 405 Cambie(캠비)                            | 혼잡시간 동안 벌칸(Vulcan) 경유               |
| 4   | 406 Brighouse Station(브리그하우스 역)      |                                               |
| 4   | 410 22nd Street Station(22번가 역)          | 혼잡시간 동안 프레이저우드(Fraserwood)행 운행 |
| 4   | 414 Richmond Oval(리치먼드 오발)            | 월~토 운행                                    |
| 5   | 405 Five Road(파이브 로드)                  |                                               |
| 5   | 406 Steveston(스티브스턴)                   |                                               |
| 5   | 407 Bridgeport(브리지포트)                  | 혼잡시간 동안 벌칸(Vulcan) 경유               |
| 5   | 408 Ironwood/Riverport(아이언우드/리버포트) | 저녁, 대부분의 주말/공휴일에 리버포트행 운행  |
| 5   | 410 Brighouse Station(브리그하우스 역)      |                                               |
| 5   | N10 Brighouse Station(브리그하우스 역)      | 심야버스                                      |
| 6   | 301 Newton Exchange(뉴턴 익스체인지)        | 급행, 고속버스                                |
| 7   | 402 Two Road(투 로드)                       |                                               |
| 7   | 403 Three Road(스리 로드)                   |                                               |
| 7   | 404 Four Road(포 로드)                      |                                               |
| 7   | 406 Steveston(스티븐스턴)                   |                                               |
| 7   | 410 Brighouse Station(브리그하우스 역)      |                                               |
| 7   | N10 Brighouse Station(브리그하우스 역)      | 심야버스                                      |